# Skadi Mons
Lo Skadi Mons è il più alto rilievo tettonico della superficie di Venere. Facente parte dei Maxwell Montes, è posto nella Ishtar Terra e arriva a 10 000 m di altezza.